# Saint-Julien-Molin-Molette
 Saint-Julien-Molin-Molette  es una población y comuna francesa, situada en la región de Ródano-Alpes, departamento de Loira, en el distrito de Saint-Étienne y cantón de Bourg-Argental.

## Demografía
| 1378 | 1285 | 1219 | 1193 | 1067 | 1132 |
| Para los censos de 1962 a 1999 la población legal corresponde a la población sin duplicidades (Fuente: INSEE [Consultar]) |      |      |      |      |      |